# Zbrodnia w Jiczynie
Zbrodnia w Jiczynie – zdarzenie, do którego doszło w czasie operacji Dunaj 7 września 1968 r. o godz. 23:00 na skrzyżowaniu Na Letné w centrum Jiczyna, w wyniku którego z rąk polskiego żołnierza zginęło dwoje czeskich cywilów.
20 sierpnia 1968 r. wojska Układu Warszawskiego, w tym 30-tysięczna 2 Armia Wojska Polskiego, rozpoczęły okupację Czechosłowacji. Ok. 2 km od Jiczyna, w miejscowości Úlibice, rozlokowano 8 pułk czołgów. Jeszcze przed zbrodnią miejskie władze zwracały się bez powodzenia o odsunięcie jednostki o 5–10 km od miasta.
7 września 1968 r. wieczorem pięciu żołnierzy spożywało alkohol w czołgu 3 plutonu 4 kompanii czołgów, jednak ok. godz. 22:00 szer. Stefan Dorna i st. szer. Zygmunt Zapasa wyruszyli zwiedzić miasto. Po krótkim czasie żołnierze Zdzisław Kowalski, Feliks Zając i Wiesław Czerwonka ruszyli za nimi, by sprowadzić ich do koszar, jednak nie udało im się ich do tego namówić. Do samego miasta weszli już razem.
Ok. godz. 23:00 Jaroslav Veselý wracał z kina z Bohuną Brumlichovą i Janą Jenčkovą. Na skrzyżowaniu Veselý miał rozstać się ze swoimi towarzyszkami, ale podbiegł do nich jego znajomy Vítězslav Klimeš. W tym momencie przeciwną stroną ulicy minęli ich żołnierze, którzy kilkanaście metrów dalej, przy sklepie zaczęli się kłócić i przepychać. Cywile szli dalej w swoją stronę, ale po chwili Dorna odbezpieczył broń i zaczął strzelać do cywilów. Czesi usłyszeli strzał i Veselý oraz jedna z dziewczyn upadli na ziemię ranni, a Klimeš, rzucając się na ziemię, pociągnął drugą z nich za sobą. Współtowarzysze spróbowali natychmiast obezwładnić Dornę, jednak w wyniku szamotaniny Kowalski i Zapasa zostali postrzeleni, a Zając i Czerwonka uciekli, by sprowadzić pomoc z jednostki.
Po tym strzale szer. Stefan Dorna odłączył się od grupy, przeciął skrzyżowanie na skos i skierował się z odbezpieczoną bronią w stronę cywilów. Klimeš odczołgał się za budkę telefoniczną, obiecując sprowadzić pomoc. W tym czasie polski żołnierz zaczął szarpać i bić jedną z kobiet, zerwał jej zegarek, a potem usiłował zgwałcić drugą z nich. Na jęki rannego Veselego zareagował, każąc kobiecie odwrócić się i zasłonić uszy, po czym wycelował w jego głowę i strzelał do opróżnienia magazynka. Po wyczerpaniu magazynku ukryty Klimeš pobiegł po pomoc.
Na dźwięk strzałów ze stojącego na skrzyżowaniu domu wybiegli rodzice Klimeša – Zdenka i Oldřich. Widząc ich, żołnierz ponownie kazał kobiecie odwrócić się i zatkać uszy. Oboje zostali trafieni kilkukrotnie w biegu. Następnie żołnierz podszedł do nich i zastrzelił kobietę, a mężczyznę ciężko ranił, po czym zaczął strzelać do przejeżdżających aut, raniąc m.in. przejeżdżające małżeństwo w jednym i kierowcę w drugim.
Po dokonaniu morderstwa sprawca usiłował wręczyć Brumlichovej swój karabin i prosił ją, by go zastrzeliła. W tym momencie obezwładnili go dwaj polscy żołnierze, którzy nadjechali ciężarówką, a chwilę potem z kolejnego nadjeżdżającego transportera wysiadł oficer, który go aresztował. Wezwał ich jeden z żołnierzy, z którymi Dorna wybrał się do miasta. W incydencie zginęły dwie osoby, a siedem zostało rannych (w tym dwóch polskich żołnierzy). Ofiary z Jiczyna były jedynymi, które w czasie interwencji zginęły z ręki żołnierzy innych niż sowieccy.
14 września, pomimo sprzeciwu Wojska Polskiego i dyplomacji, odbył się publiczny pogrzeb ofiar z udziałem dwóch tysięcy osób. Równocześnie wojsku udało się zablokować informacje nt. zdarzenia i pogrzebu w czeskiej prasie. Polacy odmówili również Czechosłowacji wydania sprawcy, który już następnego dnia po zdarzeniu został wywieziony do Polski.
18–19 października w Kłodzku odbył się proces sprawcy z udziałem czeskich świadków. Wyrokiem sądu Dorna został w trybie doraźnym skazany dwukrotnie na karę śmierci, utratę praw publicznych i honorowych. Został przewieziony do więzienia mokotowskiego przy ul. Rakowieckiej w Warszawie, skąd miesiąc później wysłał do ministra obrony list z wnioskiem o ułaskawienie. 29 października 1969 r. Rada Państwa zamieniła mu karę śmierci na karę dożywotniego więzienia, a 1 stycznia 1970 r. nowy kodeks karny zmusił sądy do zamiany wszystkich takich kar na kary 25 lat więzienia.
Dorna odsiadywał wyrok w Rawiczu, potem w Strzelcach Opolskich. W 1983 r. został przedterminowo zwolniony za wzorowe sprawowanie.